# 松谷明彦
松谷 明彦（まつたに あきひこ、1945年 - ）は、日本の経済学者、官僚。政策研究大学院大学名誉教授。専門はマクロ経済学、財政学。主計局調査課長、主計局主計官、横浜税関長、大臣官房審議官等を歴任した。
大阪市生まれ。1969年東京大学経済学部経済学科卒業、1970年同学部経営学科卒業。同年、大蔵省入省（証券局総務課）。

## 略歴
- 1973年7月　経済企画庁調査局内国調査課専門調査員[3]
- 1975年7月　土浦税務署長
- 1976年7月　理財局総務課課長補佐（総合資金・産業資金）[4]
- 1978年7月　主計局総務課課長補佐（企画）[5]
- 1979年7月　主計局主計官補佐（公共事業第二係主査）
- 1981年7月　主計局主計官補佐（建設第一、二係主査）
- 1983年6月　主計局主計官補佐（公共事業総括係、第一係主査）
- 1984年7月10日　大臣官房企画官兼大臣官房調査企画課
- 1985年7月10日　東京国税局間税部長
- 1986年6月10日　東京国税局調査第一部長
- 1986年7月9日　東京国税局調査第一部長兼調査第二部長
- 1986年7月10日　東京国税局調査第一部長
- 1988年6月15日　証券局業務課投資管理室長
- 1989年6月23日　主計局主計官兼主計局法規課
- 1990年7月5日　主計局調査課長
- 1991年6月18日　主計局主計官（総理府、司法・警察担当）
- 1992年7月7日　証券局企業財務課長
- 1993年7月2日　証券局証券業務課長
- 1994年7月1日　証券局総務課長
- 1994年7月8日　証券局総務課長
- 1995年5月26日　横浜税関長
- 1996年7月12日　大臣官房審議官（大臣官房担当）
- 1997年7月15日　辞職[1]、政策研究大学院大学教授
- 2004年 博士（工学）（東京大学）取得[1]。
- 2011年 同名誉教授。
- 2015年11月　瑞宝中綬章受章[6]

## 著書
- 『人口減少時代の大都市経済 - 価値転換への選択』（東洋経済新報社、2010年）
- 『人口流動の地方再生学』（編著、日本経済新聞出版社、2009年）
- 『2020年の日本人 - 人口減少時代をどう生きる』（日本経済新聞出版社、2007年）
- " Shrinking-Population Economics - Lessons from Japan ", （English edition, International House of Japan , 2006）
- 『人口減少経済の新しい公式 - 縮む世界の発想とシステム』（日本経済新聞社、2004年。2009年に文庫化。）
- 『人口減少社会の設計 - 幸福な未来への経済学』（共著、中央公論新社、2002年）